# Marta Wieliczko

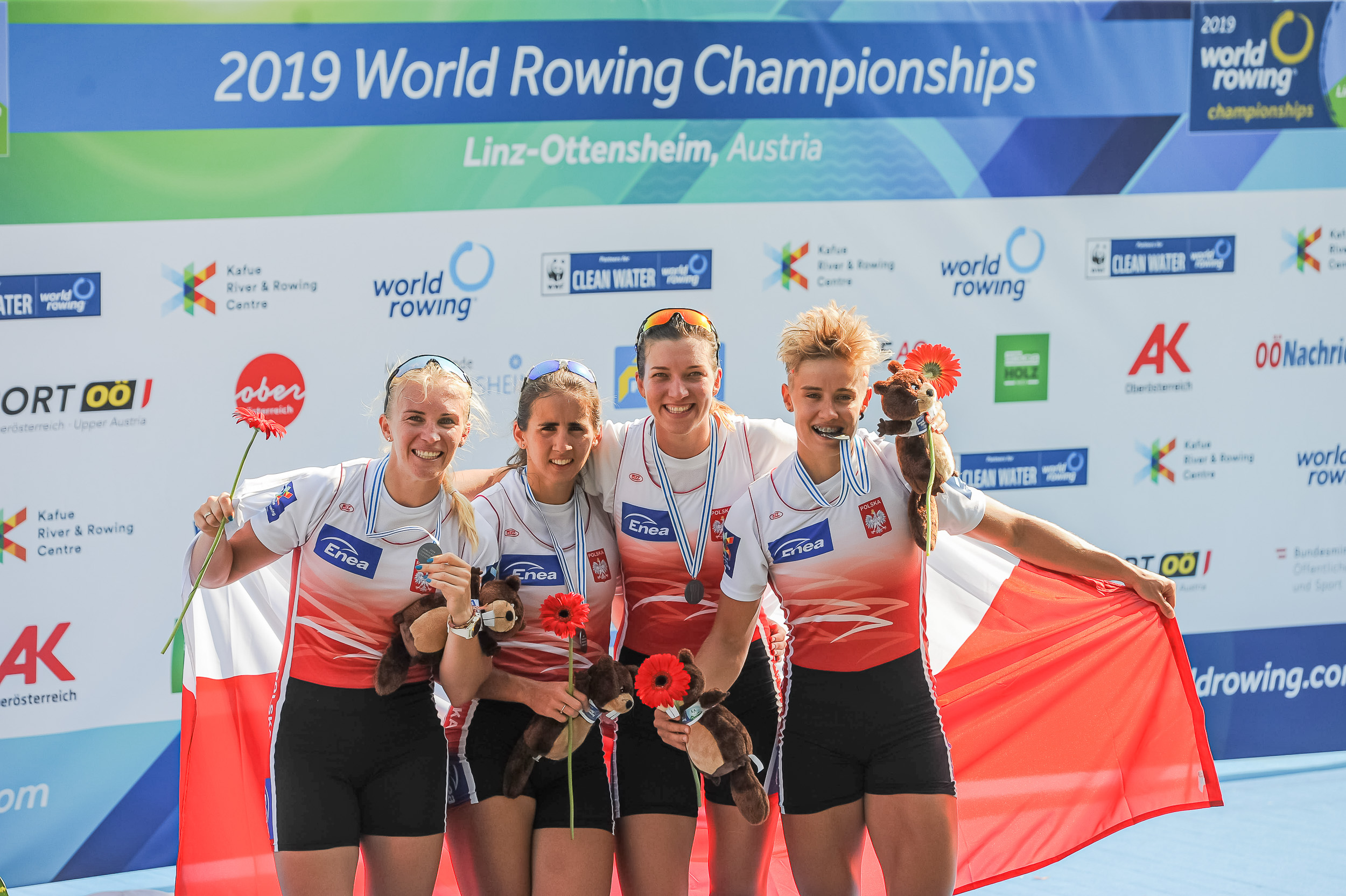
Srebrne medalistki MŚ w 2019 – M. Wieliczko trzecia z lewej

Marta Wieliczko (ur. 1 października 1994 w Grudziądzu) – polska wioślarka, wicemistrzyni olimpijska z Tokio, mistrzyni świata i Europy. Zawodniczka klubu KW Wisła Grudziądz.
Wioślarstwo zaczęła uprawiać w 2010 roku.
W 2012 zajęła 2. miejsce w finale B w dwójce podwójnej na mistrzostwach świata juniorów. W czwórce podwójnej została w 2013 i 2014 wicemistrzynią, a w 2015 i 2016 mistrzynią świata młodzieżowców, w 2017 zajęła w tej konkurencji 4. miejsce na mistrzostwach Europy seniorów, a następnie wicemistrzostwo świata seniorek (z Agnieszką Kobus, Marią Springwald i Katarzyną Zillmann), w 2018 wywalczyła mistrzostwo Europy i mistrzostwo świata (w obu startach z Agnieszką Kobus, Marią Springwald i Katarzyną Zillmann), w 2019 została wicemistrzynią świata (z Agnieszką Kobus, Marią Springwald i Katarzyną Zillmann). W 2021 została wicemistrzynią olimpijską w Tokio (z Agnieszką Kobus-Zawojską, Marią Sajdak i Katarzyną Zillmann).
W sierpniu 2021 została odznaczona Krzyżem Kawalerskim Orderu Odrodzenia Polski. Wraz z koleżankami zajęła 8. miejsce w 87. Plebiscycie Przeglądu Sportowego.
Jest córką wioślarki Małgorzaty Dłużewskiej.

## Osiągnięcia
| Rok  | Impreza                        | Miejsce   | Konkurencja | Lokata     | Źródło |
| ---- | ------------------------------ | --------- | ----------- | ---------- | ------ |
| 2012 | Mistrzostwa świata juniorów    | Płowdiw   | JW2x        | 8. miejsce | [ 3 ]  |
| 2013 | Młodzieżowe mistrzostwa świata | Linz      | BW4x        | 2. miejsce | [ 3 ]  |
| 2014 | Młodzieżowe mistrzostwa świata | Varese    | BW4x        | 2. miejsce | [ 3 ]  |
| 2015 | Młodzieżowe mistrzostwa świata | Płowdiw   | BW4x        | 1. miejsce | [ 3 ]  |
| 2016 | Młodzieżowe mistrzostwa świata | Rotterdam | BW4x        | 1. miejsce | [ 3 ]  |
| 2017 | Mistrzostwa Europy             | Račice    | W4x         | 4. miejsce | [ 3 ]  |
| 2017 | Mistrzostwa świata             | Sarasota  | W4x         | 2. miejsce | [ 3 ]  |
| 2018 | Mistrzostwa Europy             | Glasgow   | W4x         | 1. miejsce | [ 3 ]  |
| 2018 | Mistrzostwa świata             | Płowdiw   | W4x         | 1. miejsce | [ 3 ]  |
| 2019 | Mistrzostwa świata             | Linz      | W4x         | 2. miejsce | [ 3 ]  |
| 2021 | Igrzyska olimpijskie           | Tokio     | BW4x        | 2. miejsce |        |